# Moghreb Athletic Tétouan
Moghreb Atletico Tétouan (Arabisch: المغرب أتلتيكو تطوان; acroniem MAT) is een Marokkaanse voetbalclub gevestigd in Tetouan. De club werd opgericht in 1922 en werd in haar historie tweemaal landskampioen op het hoogste niveau. 
MA Tétouan speelde in de Spaanse competities onder de namen Athletic Club Tetuán (1922 -1947) en Club Atlético de Tetuán (1947-1956) tot 1956, toen Marokko onafhankelijk werd van Spanje en toen de club de overstap maakte naar de Marokkaanse competitie, na de splitsing van de club in twee en vormde Moghreb Atlético Tetuàn (Marokkaans) en AD Ceuta FC (Spaans) beiden hun eigen club.

## Geschiedenis

### Periode onder de Spaanse bezetting (1922-1956)
De club werd opgericht in 1922 als Atlético Tetuán. Tijdens de periode van het Spaanse protectoraat in het noorden van Marokko won Atlético Tetuán in 1950 de zuidelijke groep van de Segunda División en promoveerde daardoor naar de Primera División, de hoogste Spaanse divisie. Het seizoen 1951/1952 was het enige jaar op het hoogste niveau.

### Periode na de onafhankelijkheid (1956-2005)
Na de onafhankelijkheid van Marokko in 1956 werd Atlético Tetuán opgesplitst in twee clubs. De ene club, Club Atlético Moghreb, ging spelen in de Marokkaanse competitie en de andere club fuseerde met Sociedad Deportiva Ceuta tot Atlético Ceuta, dat in de Spaanse Tercera División ging spelen.
De Hongaarse, tot Nederlander genaturaliseerde, Lászlo Zalai trainde de club van 1977 - 1980.

### Tijdperk Abroun (2005-heden)
In 2005 formuleerde Abdelmalek Abroun, eigenaar van onder een elektronicaketen, als voorzitter van de club ambitieuze doelen. MAT moest van een anonieme tweedeklasser in Marokko een topclub worden die op den duur prijzen moet pakken. Om dat te bereiken heeft Abroun veel geld geïnvesteerd in de club. Hij heeft spelers gehaald van onder meer Wydad, Raja en F.A.R.. Ook spelers uit het buitenland werden aangetrokken. Zo speelden er vier Nederlandse Marokkanen: Bilal El Yacoubi (ex-Ajax, -NAC Breda en -PSV), Bilal Chedidi (ex-FC Omniworld), Jamal Akachar (ex-Ajax en -Cambuur) en Jamal Dibi (ex-AZ, -HFC Haarlem, -Telstar en -FC Omniworld).
In 2005 promoveerde MAT  naar de GNF 1. In het tweede seizoen na de promotie slaagde MAT erin om de derde plaats te behalen. Hiermee won MAT voor het eerst deelname aan de Arab Champions League. De Arabische campagne verliep niet goed: de club werd in de eerste ronde uitgeschakeld door het Jordaanse Al Wahadat. Na deze uitschakeling speelde MAT de volgende seizoenen voornamelijk in de middenmoot. Aan deze jaren kwam in de zomer 2012 een einde. MAT plaatste zich voor de play-offwedstrijd tegen F.U.S. Rabat. In een volgepakt Moulay Abdellah stadion te Rabat won MAT de finale met 1-0, waardoor de club voor het eerst in de geschiedenis landskampioen van Marokko werd.
Tijdperk (2020 heden)
Tegenwoordig schommelt de club beneden in de competitie

## Prestaties

### Binnenlandse prestaties
- Botola Pro: (2):

2011-12, 2013-14
- Botola Pro 2: (4):

1964-65, 1993-94, 1996-97, 2004-05.

### Internationale prestaties
- CAF Champions League :

Groepsfase: 2015

### Wereldwijde competities
- FIFA Club World Cup

 7e plaats:  2014

## Selectie 2024/2025
|        | Ahmed Reda Tagnaouti |
| Keeper |                      |

|        | Mehdi El Jourbaoui |
| Keeper |                    |

|        | Said Lamaiz |
| Keeper |             |

|                     | Yassine Amhih |
| Centrale verdediger |               |

|                     | Mohamed Rahim |
| Centrale verdediger |               |

|                     | Yassine Karraz |
| Centrale verdediger |                |

|                     | Ismaïla Simpara |
| Centrale verdediger |                 |

|                         | Mohamed Cheikhi |
| Linkervleugelverdediger |                 |

|                         | Mohammed Nahiri |
| Linkervleugelverdediger |                 |

|                         | Mohamed Dades |
| Linkervleugelverdediger |               |

|                          | Abdelilah Madkour |
| Rechtervleugelverdediger |                   |

|                          | Ayoub Chabboud |
| Rechtervleugelverdediger |                |

|                          | Houssam Ben Youssef |
| Rechtervleugelverdediger |                     |

|                      | Mouad Karmoun |
| Defensief middenveld |               |

|                      | Roshdi Wahabi |
| Defensief middenveld |               |

|                      | Salaheddine Ben Merzouka |
| Defensief middenveld |                          |

|                     | Reda Jaadi |
| Centraal middenveld |            |

|                     | Ismael Benktib |
| Centraal middenveld |                |

|                     | Zaid Ben Khajjou |
| Centraal middenveld |                  |

|                     | Ouail el Merabet |
| Centraal middenveld |                  |

|                       | Zaid Krouch |
| Aanvallend middenveld |             |

|                       | Diae-Eddine Eddaoudi |
| Aanvallend middenveld |                      |

|                       | Mohammad El Fakih |
| Aanvallend middenveld |                   |

|             | Imad Errahouli |
| Linksbuiten |                |

|             | Zacarías Ghailán |
| Linksbuiten |                  |

|             | Alexis Sánchez |
| Linksbuiten |                |

|             | Bilal El Megri |
| Linksbuiten |                |

|              | Mohamed Kamal |
| Rechtsbuiten |               |

|              | Reda Hajhouj |
| Rechtsbuiten |              |

|              | Ayoub Lakhal |
| Rechtsbuiten |              |

|              | Youssef El Houari |
| Rechtsbuiten |                   |

|              | Abraham Wayo |
| Rechtsbuiten |              |

|              | Hamza Darai |
| Centrumspits |             |

|              | Taha Ilyass |
| Centrumspits |             |

## Erelijst
MAT Tetouan is de enige club die voor meerdere competities in meerdere landen heeft gespeeld (Marokko en Spanje).
- Enige Arabische club die in een Europese topcompetitie heeft meegedaan.
- Deelname Primera División 1951/1952.
- Behalen van de kwartfinales van Copa del Rey 1950/1951.
- Kampioen Segunda Division in het seizoen 1950/1951.
- Kampioen Botola Pro in het seizoen 2013/2014, 2011/2012
- Deelname Arab Champions Leaugue seizoen 2007/2008.

## Ultras
Moghreb Athletic Tétouan heeft 2 "ultras" "fangroepen, Los Matadores sinds 2005, Siempre Paloma en Peña Ali baba sinds 2006, beide zijn gevestigd in Tetouan en hoewel ze in de loop der jaren veel conflicten hadden verenigen zich en zijn nu in goede bewoordingen als ze naast elkaar zitten en verenigd en coöperatief werken als Fondo Norte. De supporters van Moghreb Tetouan staan bekend als een van de meest loyale, toegewijde, georganiseerde en geciviliseerde supporters in Marokko, ze staan ook bekend om hun unieke gezangen die Arabisch en Spaans mixen, in 2012 hebben ze het record van de grootste uit-publiek in de Marokkaanse voetbalgeschiedenis toen meer dan 30.000 fans met het team naar Rabat reisden om FUS Rabat te zien op de laatste dag van het Marokkaanse kampioenschap, een wedstrijd die ze wonnen om hun eerste titel te verdienen. Op de openingsdag van de FIFA Club World Cup 2014 stond Moghreb Tetouan opnieuw tegenover Auckland City in de voorronde, een record afbrekend publiek van meer dan 40.000 fans woonde de wedstrijd bij.